# Rejon kulikowski
Rejon kulikowski (ukr. Куликівський район) – dawna jednostka podziału administracyjnego Ukraińskiej Socjalistycznej Republiki Radzieckiej w Związku Socjalistycznych Republik Radzieckich w latach 1940–1941 i 1944–1959. Należał do obwodu lwowskiego. Siedziba władz rejonu znajdowała się w Kulikowie.
Rejon kulikowski został utworzony 17 stycznia 1940 na podstawie dekretu Prezydium Rady Najwyższej USRR o podziale na rejony zachodnich obwodów USRR, kiedy to w obwodzie lwowskim utworzono 37 rejonów, między innymi kulikowski. Rejon objął miasto Kulików oraz obszary zniesionych gmin Dzibułki, Kłodno Wielkie i Nadycze. Obszary te należały przed wojną do powiatu żółkiewskiego w województwie lwowskim.
Rejon kulikowski przestał istnieć wraz z wybuchem wojny niemiecko-radzieckiej 22 czerwca 1941. Jego tereny weszły w skład Landkreis Lemberg dystryktu galicyjskiego Generalnego Gubernatorstwa.
Rejon został odtworzony 23 lipca 1944, po zajęciu tych terenów przez Armię Czerwoną.
W 1957 roku do rejonu kulikowskiego włączono radę wiejską Dublany ze zniesionego rejonu brzuchowickiego.
4 marca 1959 rejon kulikowski zniesiono, włączając jego obszar do rejonów nesterowskiego i nowojaryczowskiego.